# Taurean Prince
Taurean Waller-Prince (San Marcos, 22 marzo 1994) è un cestista statunitense, professionista in NBA con i Milwaukee Bucks.

## Carriera
È stato selezionato dagli Utah Jazz al primo giro del Draft NBA 2016 (12ª scelta assoluta).
Con gli Stati Uniti ha disputato i Giochi panamericani di Toronto 2015.

## Statistiche
| † | Denota una stagione in cui ha vinto il titolo |

### NCAA
| Anno       | Squadra      | PG  | PT | MP   | TC%  | 3P%  | TL%  | RP  | AP  | PRP | SP  | PP   |
| ---------- | ------------ | --- | -- | ---- | ---- | ---- | ---- | --- | --- | --- | --- | ---- |
| 2012-2013† | Baylor Bears | 24  | 0  | 6,4  | 58,3 | 33,3 | 72,7 | 2,2 | 0,1 | 0,4 | 0,1 | 3,7  |
| 2013-2014  | Baylor Bears | 38  | 2  | 14,2 | 46,5 | 36,6 | 70,9 | 2,8 | 0,6 | 0,5 | 0,2 | 6,2  |
| 2014-2015  | Baylor Bears | 33  | 6  | 26,3 | 47,2 | 39,5 | 64,4 | 5,6 | 1,3 | 1,5 | 0,9 | 13,9 |
| 2015-2016  | Baylor Bears | 34  | 34 | 30,6 | 43,2 | 36,1 | 77,4 | 6,1 | 2,3 | 1,3 | 0,7 | 15,9 |
| Carriera   | Carriera     | 129 | 42 | 20,2 | 46,0 | 37,6 | 71,8 | 4,2 | 1,1 | 0,9 | 0,5 | 10,2 |

#### Massimi in carriera
- Massimo di punti: 34 vs New Mexico State (23 dicembre 2015)[1]
- Massimo di rimbalzi: 15 (2 volte)
- Massimo di assist: 9 vs Savannah State (23 novembre 2015)
- Massimo di palle rubate: 5 vs Kansas State (21 febbraio 2015)
- Massimo di stoppate: 4 vs Stephen F. Austin State (24 novembre 2014)
- Massimo di minuti giocati: 46 vs Kansas State (20 gennaio 2016)

### NBA

#### Regular Season
| Anno      | Squadra             | PG  | PT  | MP   | TC%  | 3P%  | TL%  | RP  | AP  | PRP | SP  | PP   |
| --------- | ------------------- | --- | --- | ---- | ---- | ---- | ---- | --- | --- | --- | --- | ---- |
| 2016-2017 | Atlanta Hawks       | 59  | 10  | 16,6 | 40,0 | 32,4 | 78,7 | 2,7 | 0,9 | 0,7 | 0,5 | 5,7  |
| 2017-2018 | Atlanta Hawks       | 82  | 82  | 30,0 | 42,6 | 38,5 | 84,4 | 4,7 | 2,6 | 1,0 | 0,5 | 14,1 |
| 2018-2019 | Atlanta Hawks       | 55  | 47  | 28,2 | 44,1 | 39,0 | 81,9 | 3,6 | 2,1 | 1,0 | 0,3 | 13,5 |
| 2019-2020 | Brooklyn Nets       | 64  | 61  | 29,0 | 37,6 | 33,9 | 79,8 | 6,0 | 1,8 | 0,9 | 0,4 | 12,1 |
| 2020-2021 | Brooklyn Nets       | 12  | 4   | 18,1 | 40,5 | 35,1 | 88,9 | 2,8 | 0,6 | 0,7 | 0,7 | 8,1  |
| 2020-2021 | Cleveland Cavaliers | 29  | 6   | 23,7 | 39,9 | 41,5 | 83,7 | 3,7 | 2,4 | 0,7 | 0,5 | 10,1 |
| 2021-2022 | Minnesota T'wolves  | 69  | 8   | 17,1 | 45,4 | 37,6 | 75,6 | 2,5 | 1,0 | 0,7 | 0,3 | 7,3  |
| 2022-2023 | Minnesota T'wolves  | 54  | 4   | 22,1 | 46,7 | 38,1 | 84,4 | 2,4 | 1,6 | 0,5 | 0,3 | 9,1  |
| 2023-2024 | L.A. Lakers         | 78  | 49  | 27,0 | 44,2 | 39,6 | 73,5 | 2,9 | 1,5 | 0,7 | 0,4 | 8,9  |
| 2024-2025 | Milwaukee Bucks     | 80  | 73  | 27,1 | 45,7 | 43,9 | 81,3 | 3,6 | 1,9 | 1,0 | 0,2 | 8,2  |
| Carriera  | Carriera            | 582 | 344 | 24,7 | 42,8 | 38,4 | 81,1 | 3,6 | 1,7 | 0,8 | 0,4 | 9,9  |

#### Play-off
| Anno     | Squadra            | PG | PT | MP   | TC%  | 3P%  | TL%  | RP  | AP  | PRP | SP  | PP   |
| -------- | ------------------ | -- | -- | ---- | ---- | ---- | ---- | --- | --- | --- | --- | ---- |
| 2017     | Atlanta Hawks      | 6  | 6  | 31,2 | 55,8 | 28,6 | 100  | 5,3 | 1,3 | 0,3 | 0,2 | 11,2 |
| 2022     | Minnesota T'wolves | 5  | 0  | 13,1 | 37,0 | 28,6 | 85,7 | 1,6 | 1,2 | 0,4 | 0,2 | 6,0  |
| 2023     | Minnesota T'wolves | 5  | 1  | 20,0 | 36,4 | 38,1 | 77,8 | 1,4 | 0,8 | 0,6 | 0,2 | 7,8  |
| 2024     | L.A. Lakers        | 5  | 0  | 22,2 | 41,4 | 29,4 | 100  | 2,4 | 0,6 | 0,2 | 0,4 | 7,4  |
| 2025     | Milwaukee Bucks    | 5  | 2  | 12,2 | 20,0 | 22,2 | -    | 1,0 | 1,6 | 0,4 | 0,2 | 1,2  |
| Carriera | Carriera           | 26 | 9  | 20,2 | 43,0 | 30,7 | 89,7 | 2,5 | 1,1 | 0,4 | 0,2 | 6,9  |

#### Massimi in carriera
- Massimo di punti: 38 (2 volte)[2]
- Massimo di rimbalzi: 14 vs Minnesota Timberwolves (30 dicembre 2019)
- Massimo di assist: 8 (2 volte)
- Massimo di palle rubate: 4 (5 volte)
- Massimo di stoppate: 4 vs Memphis Grizzlies (16 marzo 2017)
- Massimo di minuti giocati: 41 vs Minnesota Timberwolves (23 ottobre 2019)

### G League
| Anno      | Squadra          | PG | PT | MP   | TC%  | 3P%  | TL%  | RP  | AP  | PRP | SP  | PP   |
| --------- | ---------------- | -- | -- | ---- | ---- | ---- | ---- | --- | --- | --- | --- | ---- |
| 2016-2017 | Long Island Nets | 5  | 3  | 28,3 | 49,4 | 35,0 | 71,4 | 7,6 | 2,2 | 1,6 | 0,8 | 20,0 |
| Carriera  | Carriera         | 5  | 3  | 28,3 | 49,4 | 35,0 | 71,4 | 7,6 | 2,2 | 1,6 | 0,8 | 20,0 |

## Palmarès
- NBA In-Season Tournament: 2

Los Angeles Lakers: 2023
Milwaukee Bucks: 2024
- Campione NIT (2013)